# Ovos Monstruosos Vindos de Marte
Egg Monsters from Mars (No Brasil:Ovos Monstruosos Vindos de Marte e sem edição em Portugal) é um dos livros da série Goosebumps de R. L. Stine.

## Enredo
Tudo que Brandy, irmã de Dana, deseja é uma caça aos ovos. E tudo que ela quer, costuma conseguir. Dana nunca gostou da brincadeira, mas acaba participando. Não encontra um ovo qualquer, mas algo estranho, muito maior que um ovo normal e coberto de veias azuis e roxas. Restará a elas esperar para descobrir o que de lá irá sair quando a casca quebrar.